# منتخب طاجيكستان لكأس ديفيز
منتخب طاجيكستان لكأس ديفيز هو ممثل طاجيكستان الرسمي في كرة المضرب في كأس ديفيز
.